# 西尔韦斯特·塔卡奇
西尔韦斯特·塔卡奇（羅馬化：Silvester Takač，1940年11月8日—），塞尔维亚男子足球运动员。他曾代表南斯拉夫国奥队参加1960年和1964年夏季奥林匹克运动会足球比赛，其中1960年奥运会获得一枚金牌。塔卡奇曾以領隊身份於1997年帶領尼斯奪得法國盃。